# Alice Shalvi

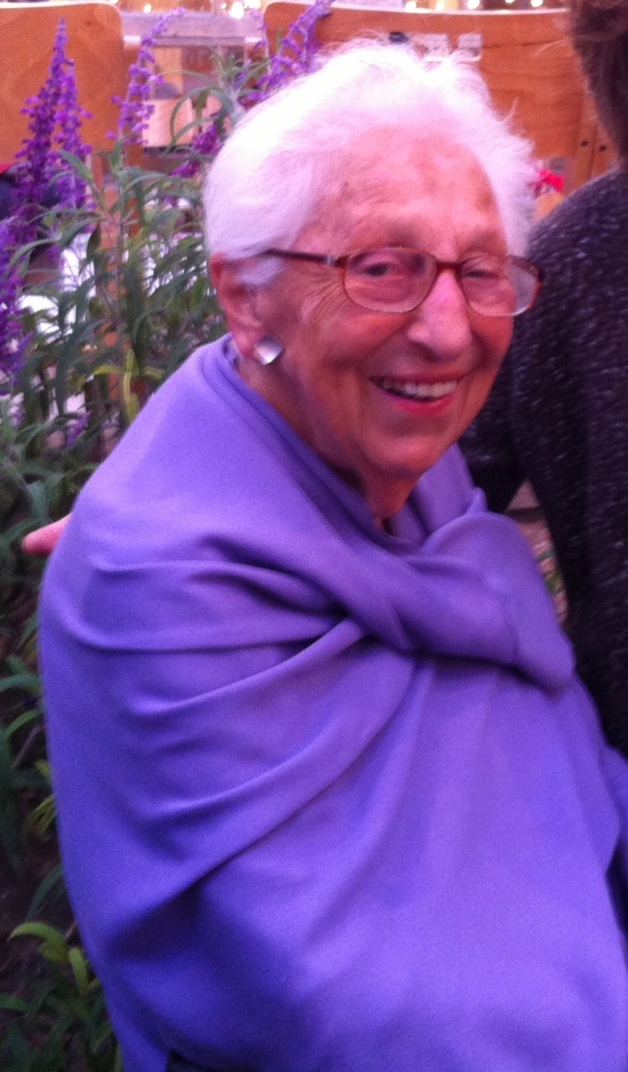
Alice Shalvi (2013)

Alice Shalvi (hebräisch אליס שלוי‎; geboren als Alice Margulies am 16. Oktober 1926 in Essen; gestorben am 2. Oktober 2023 in Jerusalem) war eine israelische Professorin für Englische Literatur und Feministin.

## Leben
Alice Margulies war eine Tochter des polnisch-jüdischen Verbandsfunktionärs Benzion Margulies und der Perl Margulies. Ihr Vater wanderte 1933 nach England aus und konnte im Mai 1934 seine Familie nachholen. Shalvi studierte Englische Literatur an der Universität Cambridge. Sie erwarb einen B.A. (1947) und einen M.A. (1950) sowie ein Diplom in Sozialarbeit an der London School of Economics, bevor sie 1949 Alija machte, also nach Israel auswanderte.
1950 heiratete sie Moshe Shelkowitz, der seinen Nachnamen später in Shalvi änderte. Sie hatten sechs Kinder, drei Töchter und drei Söhne.
Von 1950 bis 1990 unterrichtete sie an der Hebräischen Universität in Jerusalem, wo sie auch im Jahre 1962 promoviert wurde. Dort gründete sie die Pelech-Schule, eine experimentelle religiöse Mädchenschule. Sie gründete an der Negev-Universität in Beʾer Scheva (heute Ben-Gurion-Universität im Negev) 1969 den Fachbereich Anglistik und war von 1973 bis 1976 Leiterin des Instituts für Sprache und Literatur an der Hebräischen Universität. 1990 wurde sie emeritiert.
Von 1975 bis 1990 diente sie in ehrenamtlicher Funktion als Leiterin einer progressiven Oberschule für religiöse Mädchen in Jerusalem. Im Jahre 1997 wurde sie zur Rektorin des Schechter-Instituts für Jüdische Studien in Jerusalem ernannt, welches zum Jewish Theological Seminary in New York gehört.
Als Feministin und Aktivistin für Frauenthemen diente Alice Shalvi als Gründungsvorsitzende von Israels Frauennetzwerk, einer Organisation, die sich der Verbesserung des Status von Frauen in Israel widmet. Alice Shalvi wurde für ihre Arbeit mehrfach ausgezeichnet, unter anderem 1989 mit dem Emil-Grünzweig-Menschenrechtspreis und 2001 mit dem Alice-Salomon-Award.
Im Jahr 2007 wurde ihr der Israel-Preis für ihr Lebenswerk verliehen. Für ihre Autobiografie Never a Native erhielt sie 2019 einen National Jewish Book Award.
Shalvi starb am 2. Oktober 2023, zwei Wochen vor ihrem 97. Geburtstag.